# Begraafplaats van Masnuy-Saint-Pierre
De Begraafplaats van Masnuy-Saint-Pierre is een gemeentelijke begraafplaats in het Belgische dorp Masnuy-Saint-Pierre, een deelgemeente van Jurbeke. De begraafplaats ligt aan de Rue Lieutenant de Saint-Martin op 230 m ten noordwesten van het dorpscentrum (Église Saint-Pierre). Ze wordt begrensd door een bakstenen muur en heeft een tweedelig traliehek tussen bakstenen zuilen. Centraal staat een granieten kruis dat werd opgericht op 10 september 1926 in aanwezigheid van Prins Karel ter ere van 24 gesneuvelde Belgische soldaten.

## Belgische oorlogsgraven

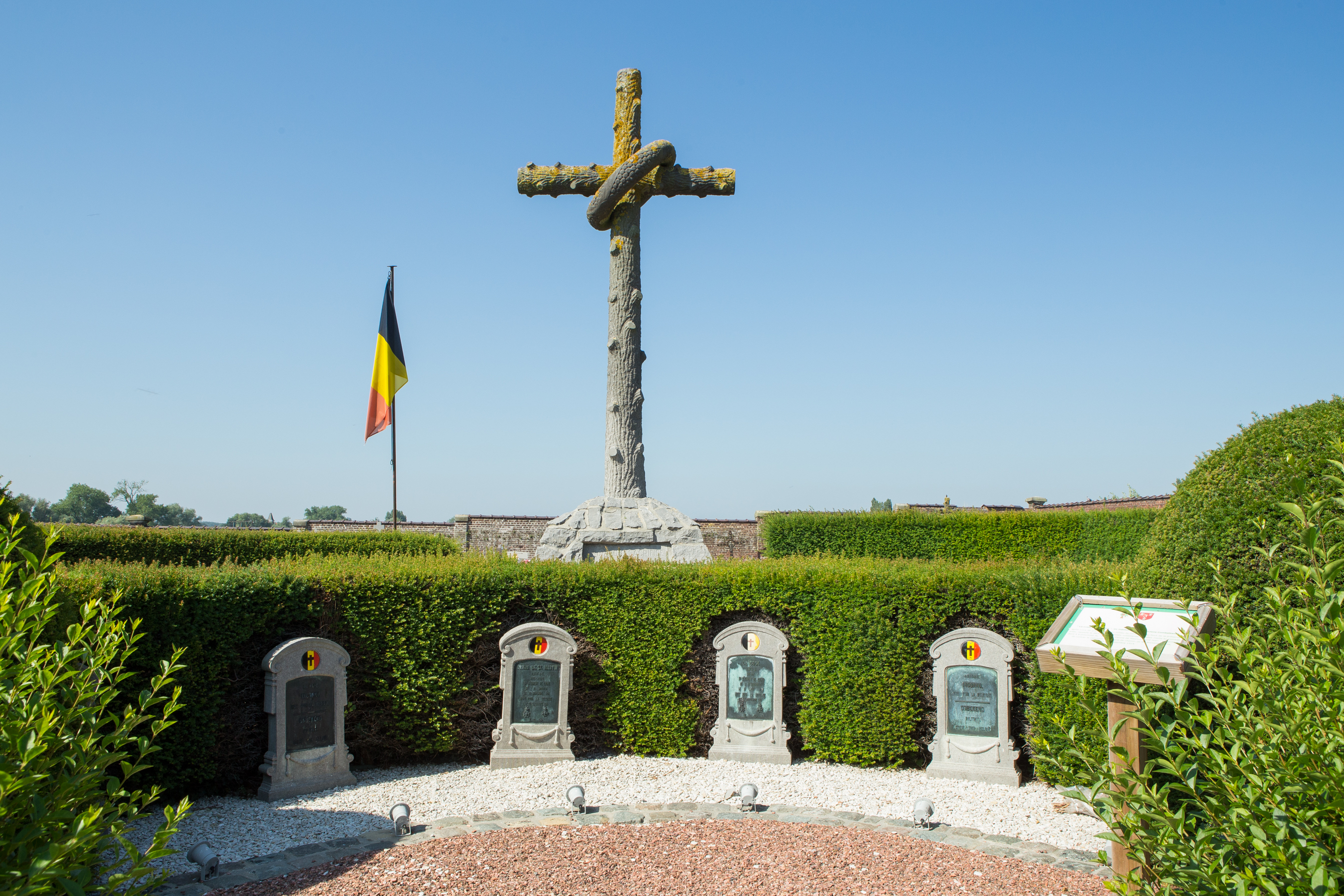
Enkele Belgische militaire graven met herdenkingskruis

Rond het centrale kruis liggen 24 militairen die sneuvelden tijdens de gevechten tegen het oprukkende Duitse leger en de verdediging van de spoorlijn Brussel-Bergen.

## Brits oorlogsgraf
Op de begraafplaats ligt het graf van de Britse soldaat R. Waddington. Hij sneuvelde op 21 maart 1918 en diende bij het East Lancashire Regiment. 
Zijn graf wordt onderhouden door de Commonwealth War Graves Commission en staat er geregistreerd onder Masnuy St. Pierre New Communal Cemetery.